# 安里駅
安里駅（あさとえき）は、沖縄県那覇市字安里にある、沖縄都市モノレール線（ゆいレール）の駅である。駅番号は10。

## 歴史
- 2003年（平成15年）8月10日 : 沖縄都市モノレールの那覇空港駅 - 首里駅間開業に伴い、当駅が開業する[1][2]。
- 2014年（平成26年）10月20日：ICカード「OKICA」の利用が可能となる[3][4]。
- 2020年（令和2年）3月10日：ICカード「Suica」の利用が可能となる[5][6][7]。

## 駅構造
島式ホーム1面2線を有する高架駅である。改札内には階段のほかエスカレータおよびエレベーターが設置され、ホームとコンコースが結ばれている。
全線の駅をゾーン分けした「ステーションカラー」は、おもろまち駅・古島駅とともにオレンジ色を使用している。

### のりば
| 番線 | 路線                  | 方向 | 行先           |
| ---- | --------------------- | ---- | -------------- |
| 1    | ■沖縄都市モノレール線 | 下り | てだこ浦西方面 |
| 2    | ■沖縄都市モノレール線 | 上り | 那覇空港方面   |

### 駅設備
- コインロッカー　無人販売所　野菜や果物を販売している。
- 公衆電話 - 改札外に設置[要出典]。
- 自動販売機（飲料）[要出典]。
- トイレ - 改札内に設置[8]。
- 駐輪場 - 駅東口[要出典]。

## 利用状況
2022年度の1日平均乗車人員は2,217人である。
開業後の1日平均乗降人員および乗車人員の推移は下記の通り。
| 年度               | 1日平均 乗降人員 | 1日平均 乗車人員 | 出典     |
| ------------------ | ---------------- | ---------------- | -------- |
| 2003年（平成15年） | 2,904            | 1,496            | [ * 1 ]  |
| 2004年（平成16年） | 3,100            | 1,614            | [ * 2 ]  |
| 2005年（平成17年） | 3,338            | 1,741            | [ * 3 ]  |
| 2006年（平成18年） | 3,423            | 1,788            | [ * 4 ]  |
| 2007年（平成19年） | 3,371            | 1,747            | [ * 5 ]  |
| 2008年（平成20年） | 3,504            | 1,803            | [ * 6 ]  |
| 2009年（平成21年） | 3,458            | 1,813            | [ * 7 ]  |
| 2010年（平成22年） | 3,449            | 1,793            | [ * 8 ]  |
| 2011年（平成23年） | 3,558            | 1,857            | [ * 9 ]  |
| 2012年（平成24年） | 3,599            | 1,886            | [ * 10 ] |
| 2013年（平成25年） | 3,659            | 1,918            | [ * 11 ] |
| 2014年（平成26年） | 3,603            | 1,890            | [ * 12 ] |
| 2015年（平成27年） | 3,716            | 1,955            | [ * 13 ] |
| 2016年（平成28年） | 3,941            | 2,073            | [ * 14 ] |
| 2017年（平成29年） | 4,149            | 2,164            | [ * 15 ] |
| 2018年（平成30年） |                  | 2,336            | [ * 16 ] |
| 2019年（令和元年） | 4,684            | 2,435            |          |
| 2020年（令和02年） | 2,853            | 1,494            |          |
| 2021年（令和03年） |                  | 1,622            |          |
| 2022年（令和04年） |                  | 2,217            |          |

## 駅周辺
周囲は壺屋焼に関する施設・工房等が多い。
- 栄町市場
  - 前島アートセンター
- 壺屋やちむん通り
- 那覇市立壺屋焼物博物館
- 栄町りうぼう
- 那覇市立真和志中学校
- 那覇市立大道小学校
- 大道郵便局
- 沖縄銀行 大道支店
- 国道330号（ひめゆり通り・安里バイパス）

## バス路線
安里駅前バス停（駅西口側に、安里十字路方面の片方向のみ設置）
- 31番 泡瀬西線（東陽バス） : 普天間・胡屋方面 行き

姫百合橋バス停（駅より南へ徒歩約2分）
- 17番 石嶺（開南）線（那覇バス）
- 30番 泡瀬東線（東陽バス、モノレールの沿線に設置）
- 31番 泡瀬西線（東陽バス）
- 55番 牧港線（琉球バス交通）
- 112番 国体道路線（琉球バス交通）

※安里バス停はとなりの牧志駅の方が近い位置にある。

## その他
- 駅到着時の車内放送チャイムは、八重山民謡の「安里屋ユンタ」を編曲したものが使用されている[15]。
- 牧志駅とは直線距離で約300 mしか離れていない。開業当初は両駅間に高い建物がなくホームから同駅を見通すことが可能であったが、牧志・安里再開発事業によるマンション建設のため後に不可能となった[要出典]。

## 隣の駅
沖縄都市モノレール
■沖縄都市モノレール線（ゆいレール）
牧志駅 (9) - 安里駅 (10) - おもろまち駅 (11)

### 記事本文

### 利用状況
1. ↑  沖縄県統計年鑑 - 沖縄県
2. ↑  那覇市統計書 - 那覇市

那覇市統計書
1. ↑  第44回那覇市統計書（平成16年版） (PDF)  - 167ページ
2. ↑  第45回那覇市統計書（平成17年版） (PDF)  - 167ページ
3. ↑  第46回那覇市統計書（平成18年版） (PDF)  - 169ページ
4. ↑  第47回那覇市統計書（平成19年版） (PDF)  - 169ページ
5. ↑  第48回那覇市統計書（平成20年版） (PDF)  - 169ページ
6. ↑  第49回那覇市統計書（平成21年版） (PDF)  - 169ページ
7. ↑  第50回那覇市統計書（平成22年版） (PDF)  - 169ページ
8. ↑  第51回那覇市統計書（平成23年版） (PDF)  - 167ページ
9. ↑  第52回那覇市統計書（平成24年版） (PDF)  - 167ページ
10. ↑  第53回那覇市統計書（平成25年版） (PDF)  - 167ページ
11. ↑  第54回那覇市統計書（平成26年版） (PDF)  - 165ページ
12. ↑  第55回那覇市統計書（平成27年版） (PDF)  - 165ページ
13. ↑  第56回那覇市統計書（平成28年版） (PDF)  - 165ページ
14. ↑  第57回那覇市統計書（平成29年版） (PDF)  - 165ページ
15. ↑  第58回那覇市統計書（平成30年版） (PDF)  - 165ページ
16. ↑  第59回那覇市統計書（令和元年版） (PDF)  - 165ページ